# Маньковский, Григорий Тимофеевич
Фотий (в миру Григо́рий Тимофе́евич Манько́вский; 24 января [5 февраля] 1853, село Темково, Ушицкий уезд, Подольская губерния — после 1928) — русский общественный деятель и политик, педагог, священнослужитель, депутат III и IV Государственной думы от Подольской губернии, обновленческий архиепископ Тульчинский.

## Биография

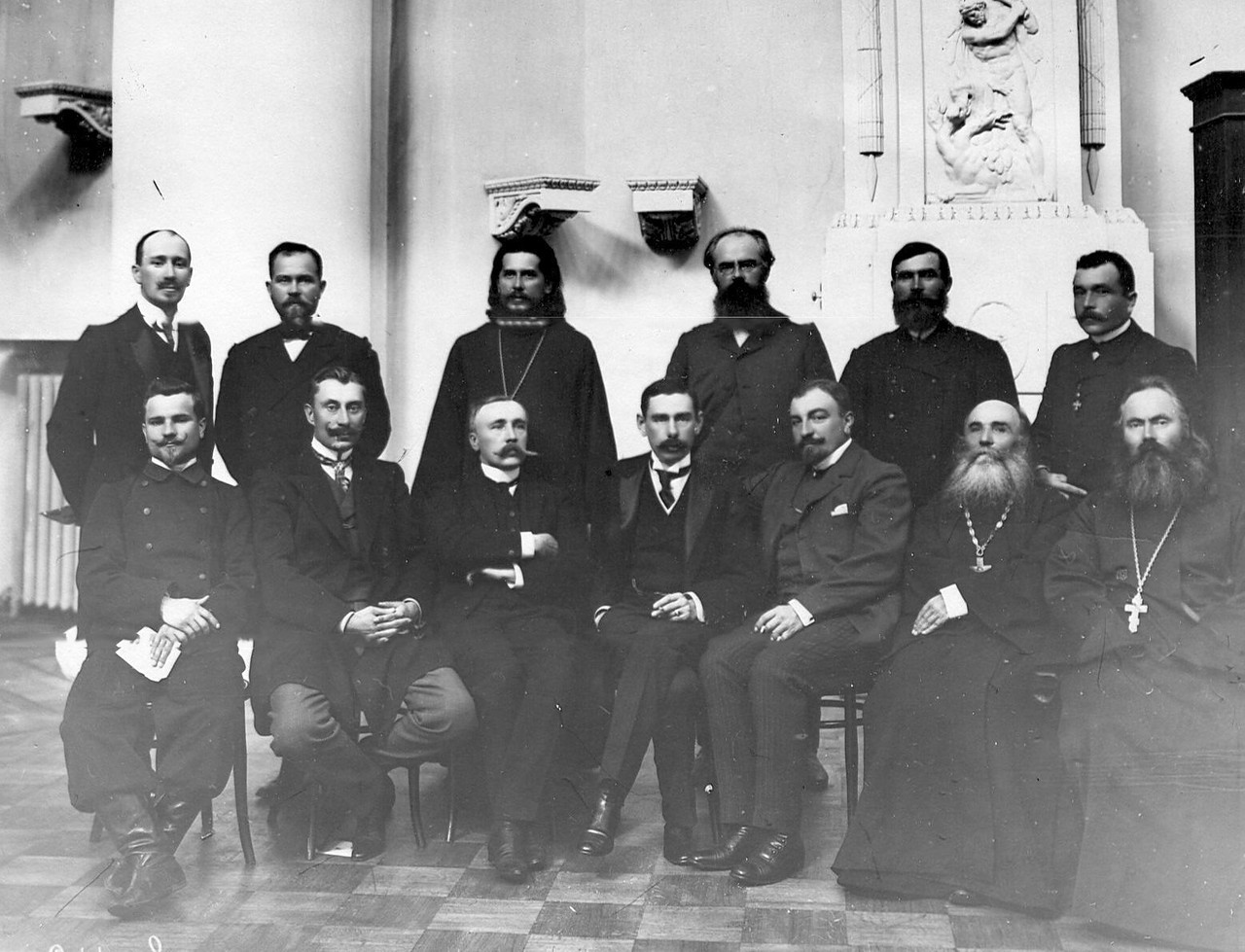
Депутаты Государственной думы Российской империи III созыва, от Подольской губернии. Сидят: Андрийчук Г. А., Потоцкий А. А., Червинский Г. Е., Балашёв П. Н., Гижицкий А. С., Маньковский Г. Т., Сендерко М. И.; стоят: Чихачёв Д. Н., Пахальчак В. К., Подольский В. И., Балаклеев И. И., Николенко П. Е., Галущак С. О.

Родился 24 января 1853 года в селе Темково Ушицкого уезда Подольской губернии в семье священника.
В 1871 году окончил Приворотское духовное училище. В 1877 году окончил Подольскую духовную семинарию со званием студента.
С 23 сентября 1878 года состоял преподавателем в Шаргородском духовном училище, где преподавал русский язык.
27 июля 1882 года рукоположен в сан священника и назначен к Покровской церкви села Русская Писаревка Ямпольского уезда Подольской губернии. с 1898 года состоял окружным благочинным.
Был протоиереем села Русская Пискарёвка Ямпольского уезда Подольской губернии с годовым жалованием в 300 рублей, состоял депутатом духовного ведомства в Ямпольском уездном земстве по назначению. Имел 48 десятин церковной земли. Был женат (жена скончалась в 1907 году). Дети: Николай (1882—?), преподаватель Варшавского кадетского корпуса на 1912 год, и Василий (1886—?), священник.
19 октября 1907 был избран в Третью Государственную думу от общего состава выборщиков Подольского губернского избирательного собрания. Входил в Правых фракцию, состоял в Комиссии по делам православной церкви.
18 октября 1912 года был избран в Четвёртую Государственную думу от общего состава выборщиков Подольского губернского избирательного собрания. Входил в Русских националистов и умеренно-правых фракцию, с августа 1915 года вошёл в группу сторонников Петра Балашова — «балашовцев». Член комиссий по народному образованию, делам православной церкви и о народном здравии.
В дни Февральской революции 1917 года находился в Петрограде, после Октябрьской революции некоторое время жил в Варшаве.
В 1921 году вернулся в Тульчин, пострижен в монашество с именем Фотий и рукоположён во епископа Тульчинского, викария Каменец-Подольской епархии. В письме Экзарха Украины митрополита Михаила (Ермакова) к архиепископу Каменец-Подольскому Пимену (Пегову) он укопинается с титулом Гайсинский и Тульчинский.
В 1922 году уклонился в обновленческий раскол, признав ВЦУ. При этом всячески старался помешать его работе. По неизвестным причинам он не позволил обновленцам создать епархиальное управление.
2 декабря 1925 года возведён обновленцами в сан архиепископа.
В 1928 году почислен на покой по болезни.
Дальнейшая судьба неизвестна.